# Рейн-Эрфт-Экспресс
Рейн-Эрфт-Экспресс (RE8) (нем. Rhein-Erft-Express) — линия пассажирского регионального экспресса в федеральных землях Северный Рейн-Вестфалия и Рейнланд-Пфальц (Германия). Соединяет важные города земли Северный Рейн-Вестфалия Мёнхенгладбах, Кёльн, Бонн с одним из важнейших городов Рейнланд-Пфальца — Кобленцем. Движение экспресса осуществляется по путям, предназначенным для скорых поездов со скоростью 140 км/ч.

## История
Появление региональных экспрессов на железных дорогах Германии было связано с оптимизацией системы движения. До этого существовали либо пригородные поезда, либо скорые. Чтобы улучшить систему сообщения было решено создать промежуточный класс поездов, передав некоторые функции скорых поездов поездам пригородного сообщения.

В 1998 году был запущен Рейн-Эрфт-Экспресс, носящий тогда номер RE18, который совершал движение по маршруту Венло-Мёнхенгладбах-Кёльн-Кобленц. В декабре 2002 года график движения поездов был изменен и отменён участок Венло-Мёнхенгладбах. При этом экспресс получил номер RE8.

## Железнодорожные участки
Рейн-Экспресс проходит по участкам четырёх железных дорог:
- железная дорога Мёнхенгладбах-Кёльн;
- мост Гогенцоллернов;
- участок Правобережной Рейнской железной дороги (Кёльн-Висбаден) от Кёльна до станции Кобленц-Эренбрайтштайн;
- мост Хорьххаймер.

## Интервал движения
Согласно расписанию, экспресс RE8 ходит один раз в час.